# Outrebois
Outrebois is een gemeente in het Franse departement Somme (regio Hauts-de-France) en telt 249 inwoners (2004). De plaats maakt deel uit van het arrondissement Amiens.

## Geografie
De oppervlakte van Outrebois bedraagt 9,7 km², de bevolkingsdichtheid is 25,7 inwoners per km².

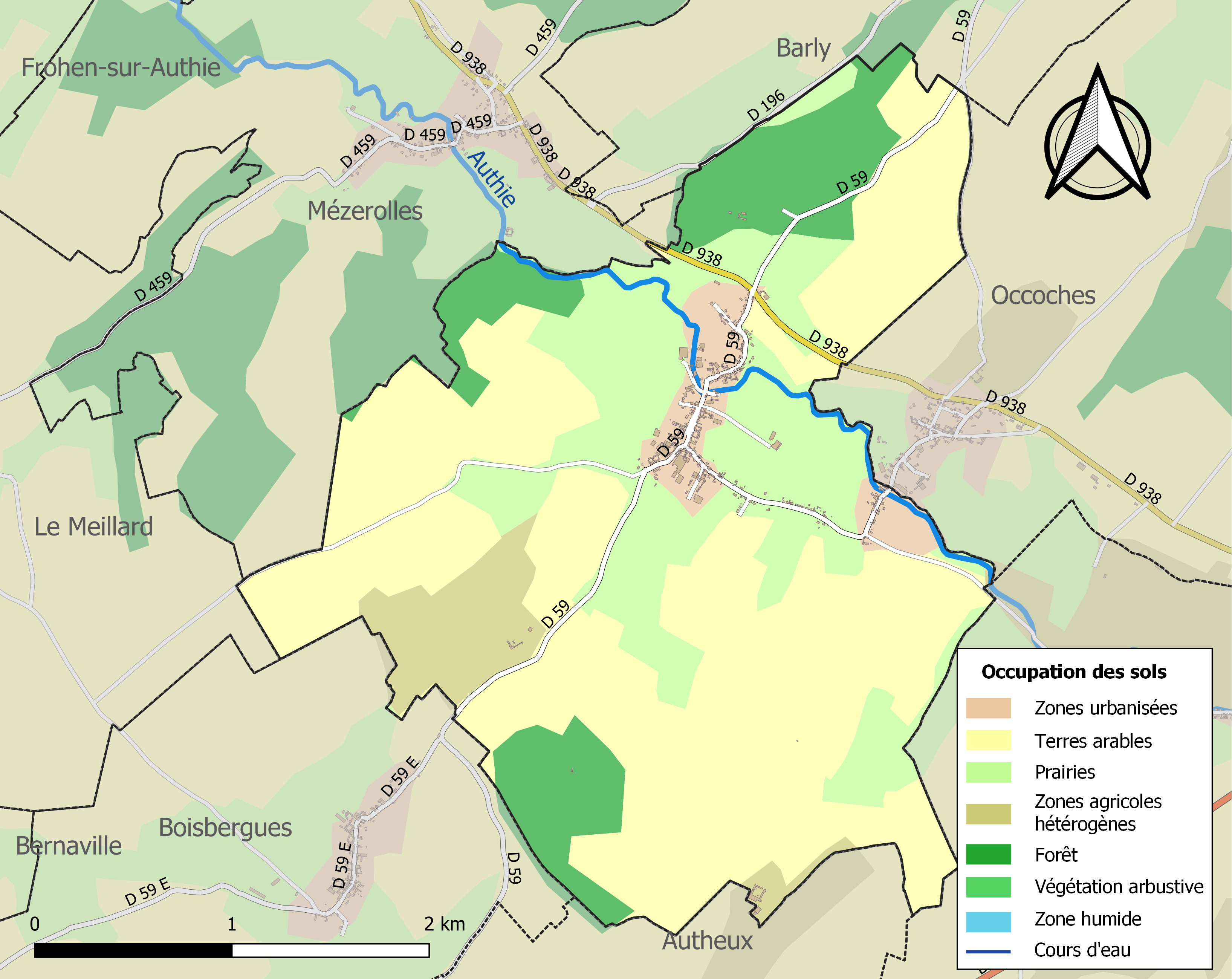
Kaart van de gemeente met de belangrijkste infrastructuur, bodemgebruik en omliggende gemeenten

## Demografie
Onderstaande figuur toont het verloop van het inwonertal (bron: INSEE-tellingen).

## Galerij

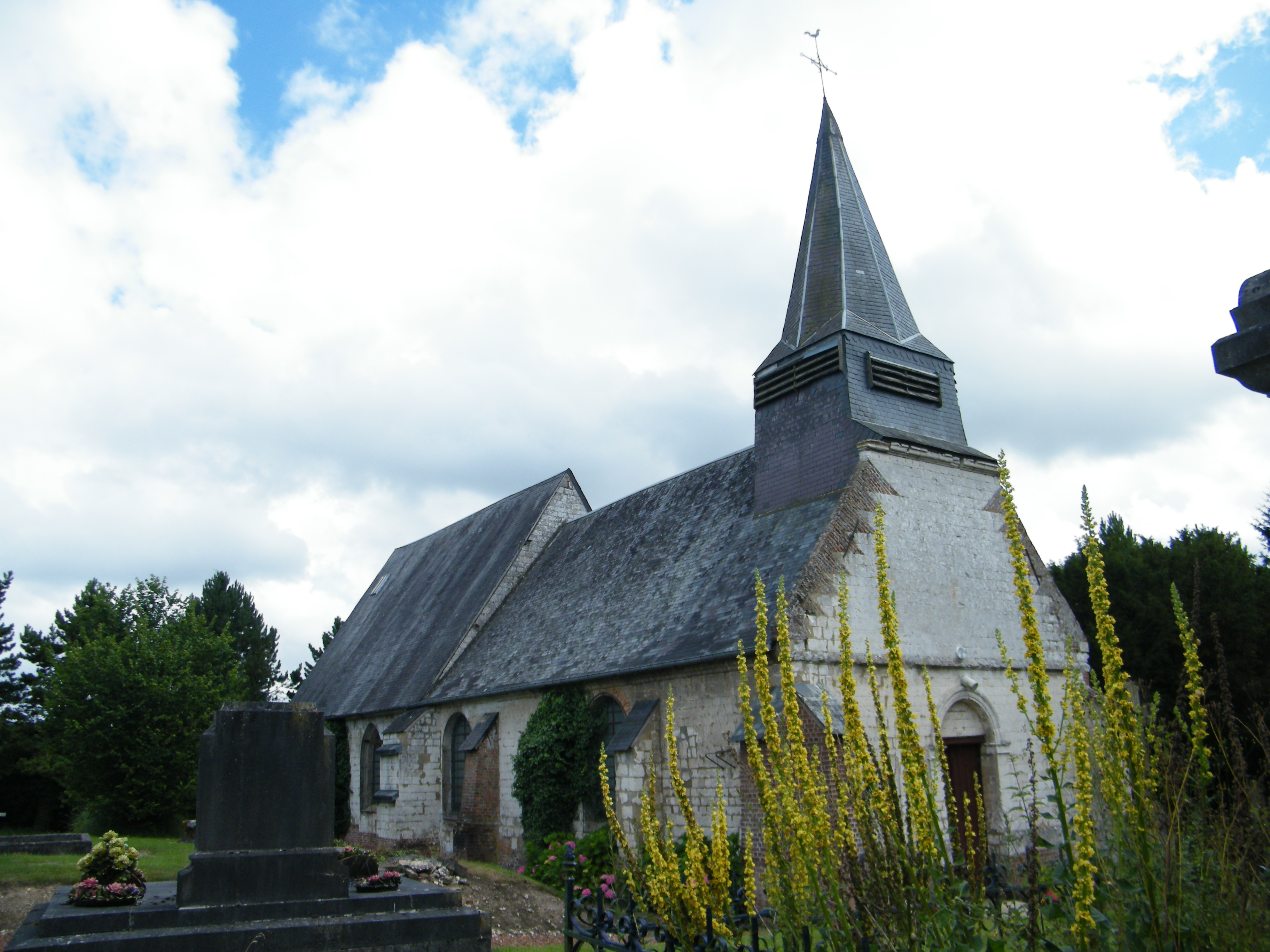
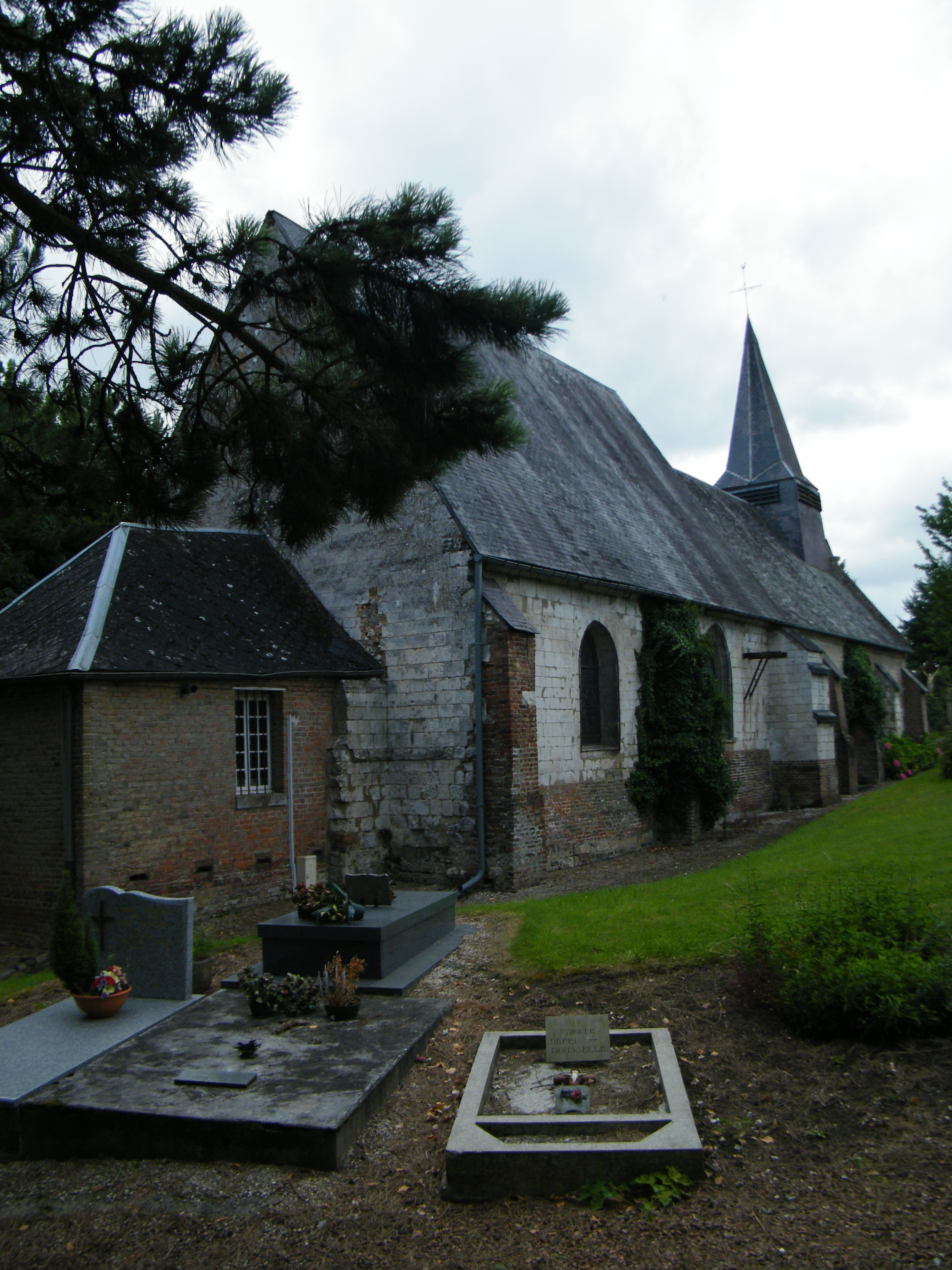
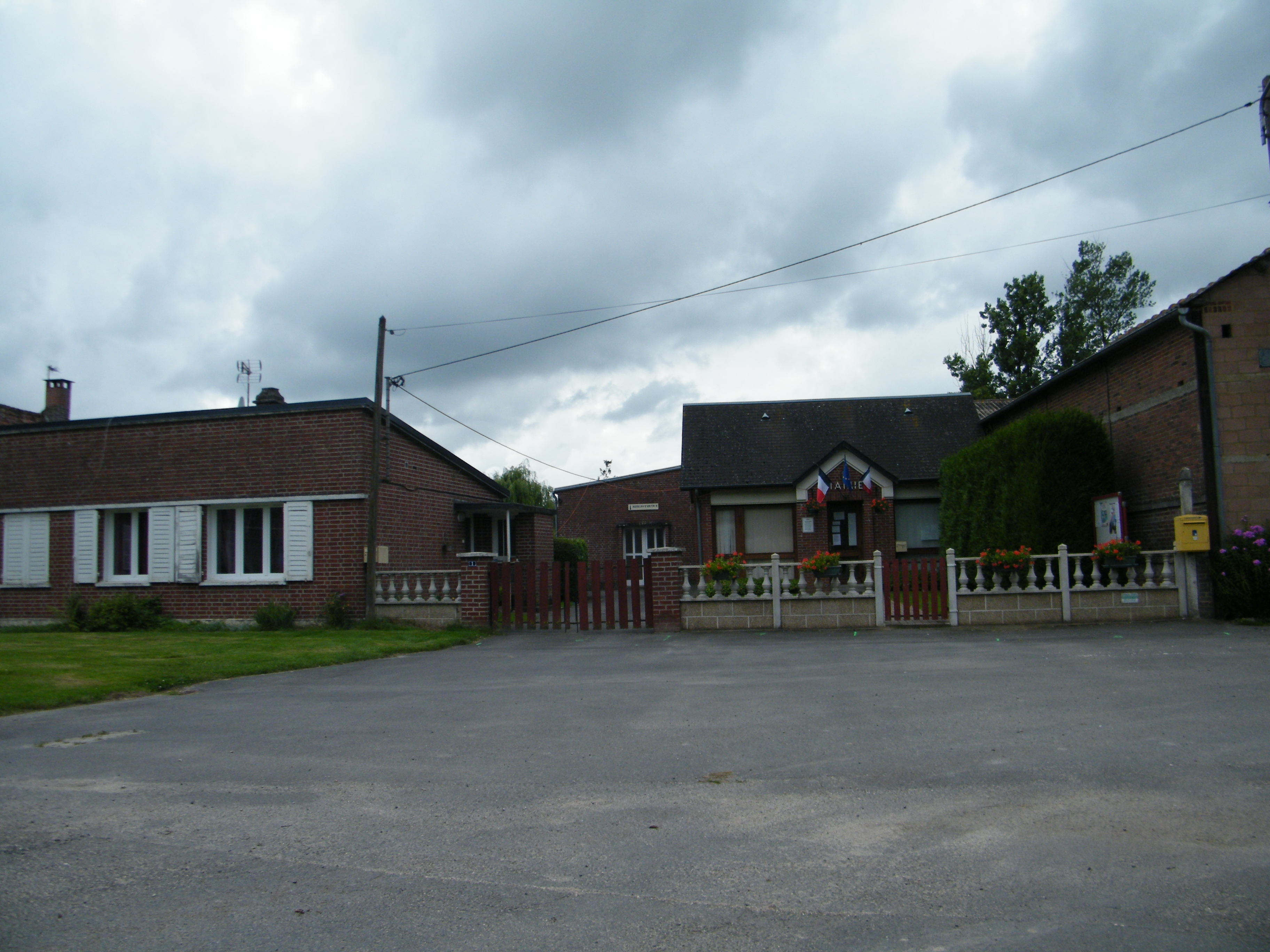
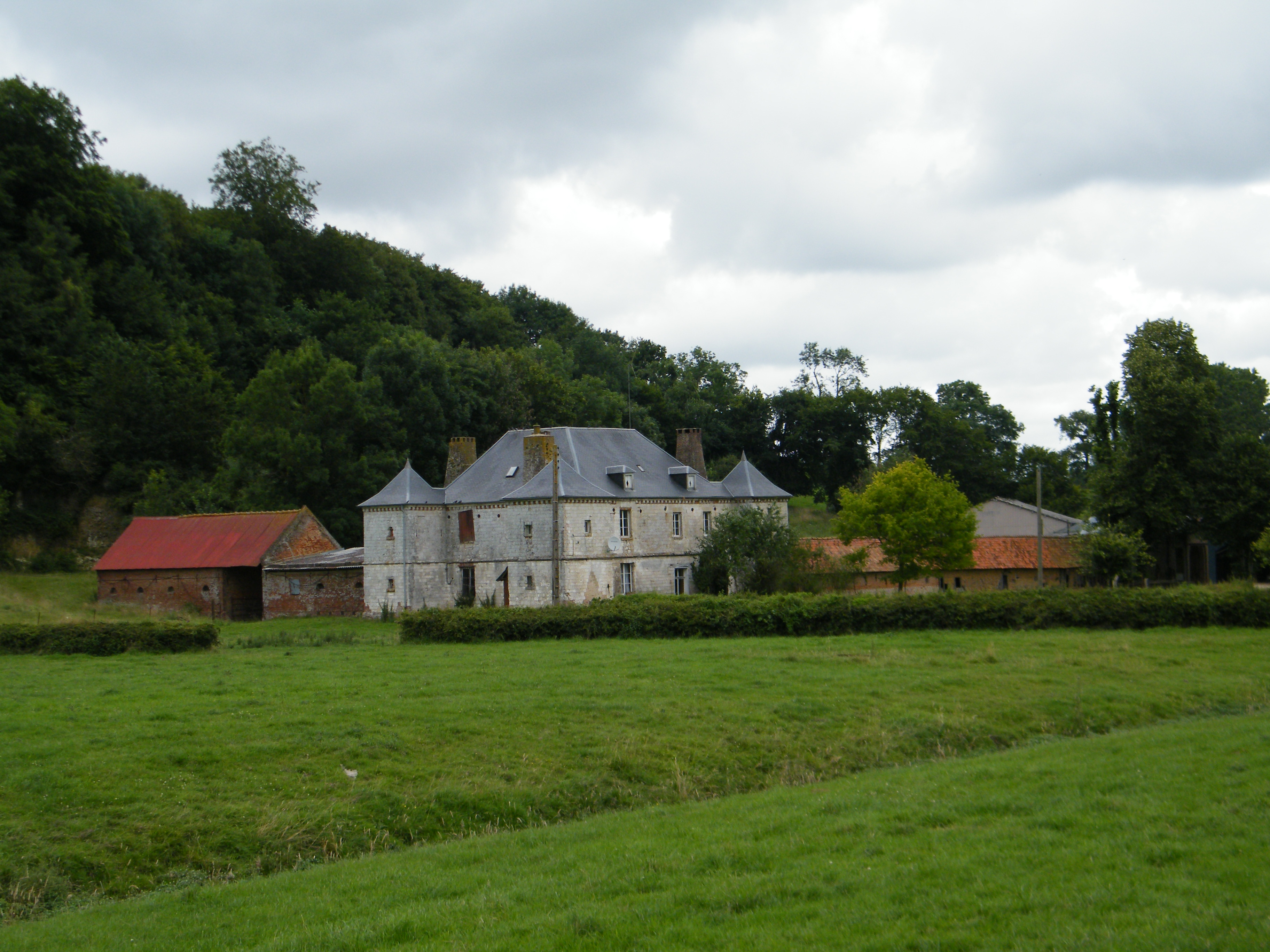